# Östergarnsholm
Östergarnsholm – wyspa na Morzu Bałtyckim w szwedzkiej prowincji historycznej (landskap) Gotlandia (gmina Gotland), położona w parafii historycznej (socken) Östergarn ok. 4 km na wschód od przystani w Herrvik na wschodnim wybrzeżu Gotlandii.
Wyspa, o powierzchni ok. 2 km², nie ma stałych mieszkańców. Dominującą formą krajobrazu wyspy jest płaski obszar bezdrzewnego alvar. W zachodniej części Östergarnsholmu znajdują się pozostałości prehistorycznego grodziska. W XVIII i XIX w. na Östergarnsholmie istniały łącznie trzy niewielkie osady rybackie. W latach 1817–1818 zbudowano pierwszą latarnię morską, działałającą do 1919 r., kiedy oddano do użytku nową latarnię, którą zautomatyzowano w 1965 r.
Od maja 1995 r. na wyspie działa zautomatyzowana stacja meteorologiczna Uniwersytetu w Uppsali.

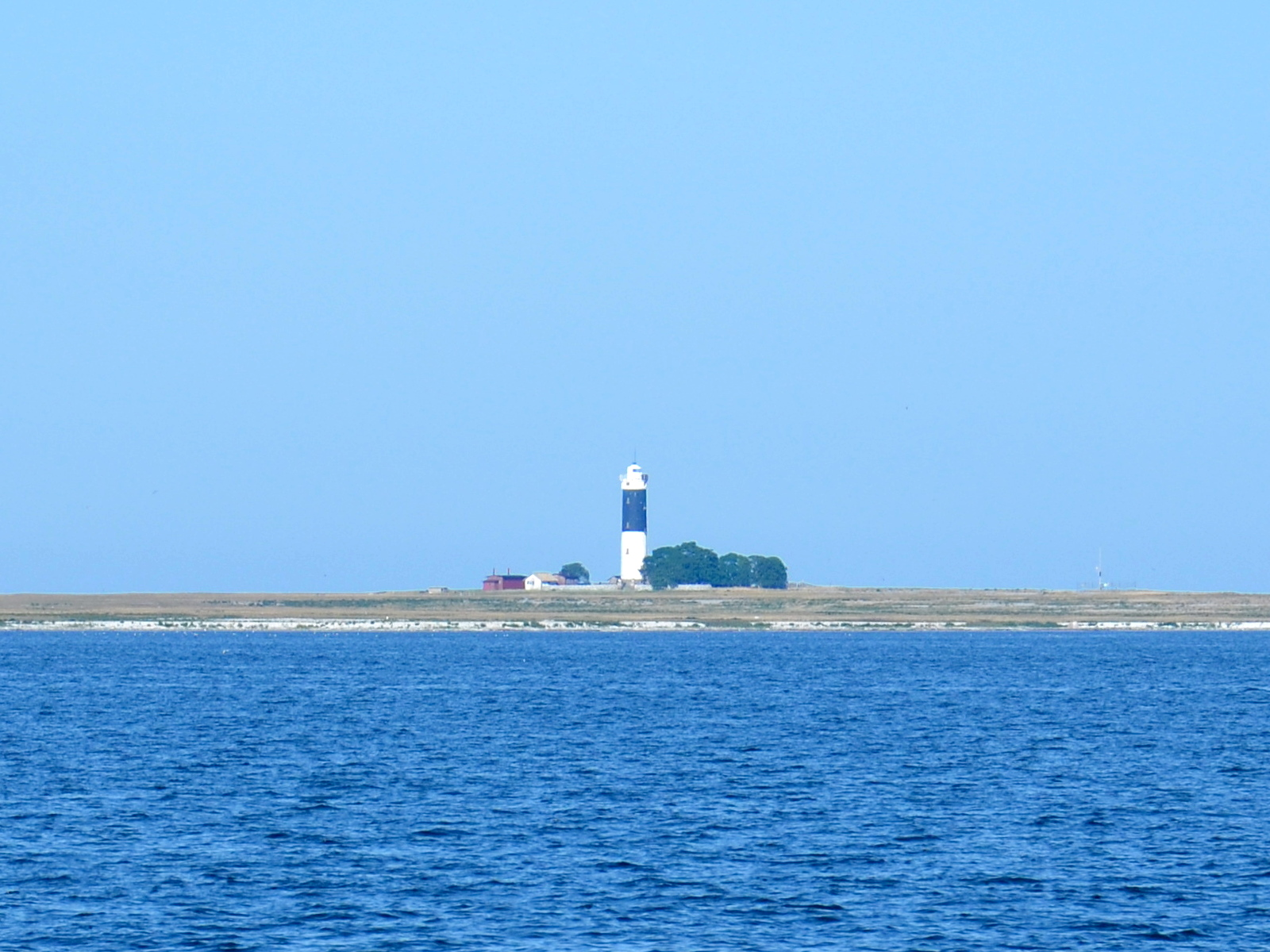
Widok na Östergarnsholm